# کوهی ماتسوشیتا
کوهی ماتسوشیتا (انگلیسی: Kohei Matsushita؛ زادهٔ ۲۴ ژوئیهٔ ۱۹۸۵) بازیکن فوتبال اهل ژاپن است.
از باشگاه‌هایی که در آن بازی کرده‌است می‌توان به باشگاه فوتبال جوبیلو ایواتا اشاره کرد.